# بولينا فودة
بولينا فودة (مواليد 17 يونيو 2003) هي لاعبة جمباز مصرية، مثّلت بلادها في الألعاب الأولمبية الصيفية 2020.

## المشاركة الأولمبية
| طوكيو 2020 | لجين إسلام بولينا فودة سلمى صالح ملك سليم تيا صبحي | مجموعات | 36.300 | 33.050 | 69.350 | 13 | لم يتأهلن | لم يتأهلن | لم يتأهلن | لم يتأهلن | لم يتأهلن | لم يتأهلن |

## روابط خارجية
بولينا فودة على موقع الاتحاد الدولي للجمباز (licence) (الإنجليزية)
- بولينا فودة على موقع الاتحاد الدولي للجمباز (biography) (الإنجليزية)
- بولينا فودة على موقع أوليمبيديا (الإنجليزية)